# فارماکوگنوزی
دکتری تخصصی گیاه‌داروشناسی یا فارماکوگنوزی (به انگلیسی: Pharmacognosy) یکی از رشته‌های تخصصی داروسازی است که به مطالعه داروهای گیاهی و نیز داروها و ترکیبات با منشأ طبیعی می‌پردازد و موضوعاتی در حوزه‌های فیتو شیمیایی (استخراج، تفکیک و شناسایی ترکیبات طبیعی، کشت سلول گیاهی، تبدیلات بیوشیمیایی و بررسی مسیرهای بیوسنتزی) فیتوفارماسیوتیکال (مواد اولیه و خام جهت تولید داروهای گیاهی) و فیتوتراپی (اثرات فارماکولوژی و درمانی گیاهان دارویی و طب سنتی) را مورد بررسی قرار می‌دهد.